# Piotr Mowlik
Piotr Mowlik (Rybnik, 1951. április 21. –) világbajnoki bronzérmes lengyel labdarúgó, kapus.

## Pályafutása

### Klubcsapatban
1964-ben az LZS Orzepowice, majd 1965-ben a ROW Rybnik korosztályos csapatában kezdte a labdarúgást. 1970-ben az Unia Racibórz labdarúgója volt. 1971 és 1977 között a Legia Warszawa, 1977 és 1983 között a Lech Poznań kapusa volt. A két csapattal egy lengyel bajnoki címet és két kupagyőzelmet ért el. 1983 és 1987 között terem-labdarúgócsapatokban szerepelt az Egyesült Államokban. 1983 és 1986 között a Pittsburgh Spirit, 1986–87-ben a Tacoma Stars együttesében játszott.

### A válogatottban
1974 és 1981 között 21 alkalommal szerepelt a lengyel válogatottban. Tagja volt az 1976-os montréali olimpiai játékokon ezüstérmes csapatnak. Az 1982-es spanyolországi világbajnokságon bronzérmet szerzett ez együttessel.

## Sikerei, díjai
Lengyelország
- Olimpiai játékok
  - ezüstérmes: 1976, Montréal
- Világbajnokság
  - bronzérmes: 1982, Spanyolország

 Legia Warszawa
- Lengyel kupa
  - győztes: 1973

 Lech Poznań
- Lengyel bajnokság
  - bajnok: 1982–83
- Lengyel kupa
  - győztes: 1982